# ماري لويد (نحات)
ماري لويد (بالإنجليزية: Mary Lloyd) (و. 1819 – 1896 م) هي نحّاتة ويلزية، توفيت عن عمر يناهز 77 عاماً.